# Priscila Tommy
Priscila Tommy (Espíritu Santo, Sanma, 23 mei 1991) is een Vanuatuaans tafeltennisspeelster.
Ze nam namens haar land deel aan de Olympische Zomerspelen 2008 maar won geen medailles.